# Émile Friant
Émile Friant (Dieuze, 16 aprile 1863 – Parigi, 9 giugno 1932) è stato un pittore francese.

## Biografia
Il padre, Virgile Friant, era capomastro presso una fabbrica di sale, mentre la madre, Marie Catherine Torlotin, era domestica presso la famiglia Parisot.
Studente presso l'École des Beaux-Arts di Nancy, si trasferisce a Parigi dove frequenta l'atelier di Alexandre Cabanel.
Le sue opere ispirate alla vita quotidiana e condotte con attento naturalismo riscuotono grande successo, facendogli conseguire nel 1883 il Grand Prix de Rome e nel 1889 la medaglia d'oro in occasione dell'Esposizione universale di Parigi.
Partecipa al rinnovamento delle arti decorative avviato dalla scuola di Nancy del cui comitato è membro dal 1901 e dal 1906 insegna all'École Nationale des Beaux-Arts di Parigi.
Nel 1923 diviene professore di pittura presso l'École des Beaux-Arts.
È insignito della Legion d'Onore e eletto membro dell'Institut de France.
Muore improvvisamente nel 1932.

## Galleria d'immagini

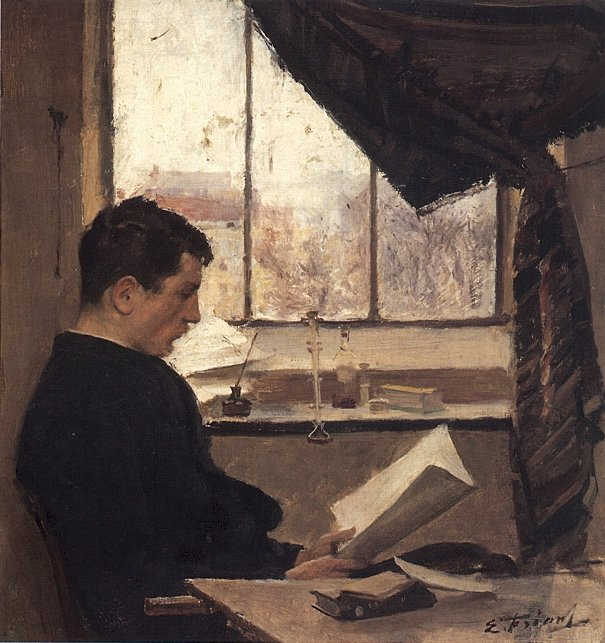
Autoritratto
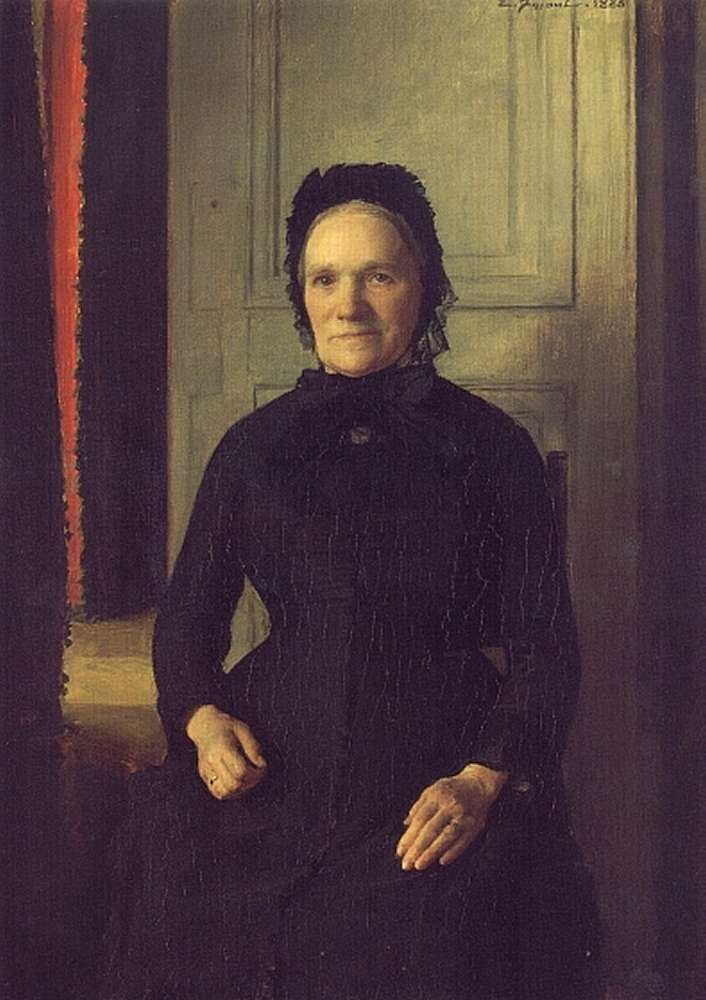
Ritratto di Madame Coquelin Mere
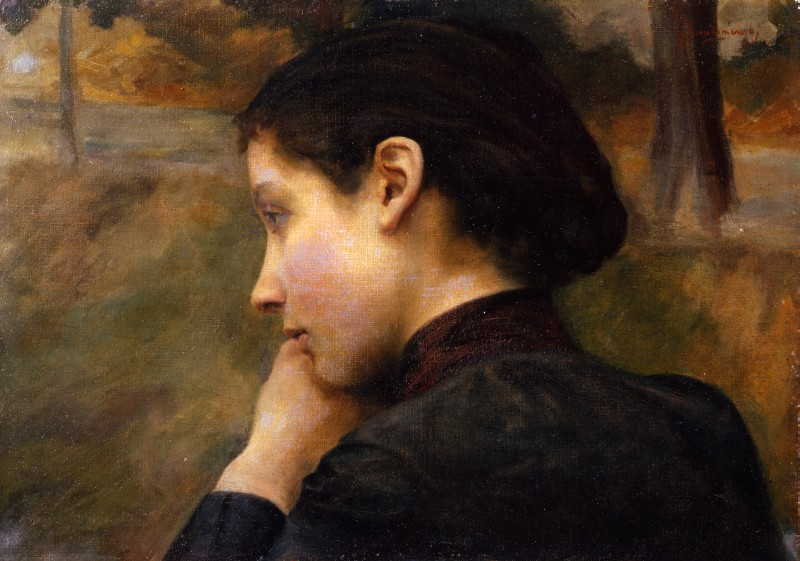
Profilo femminile
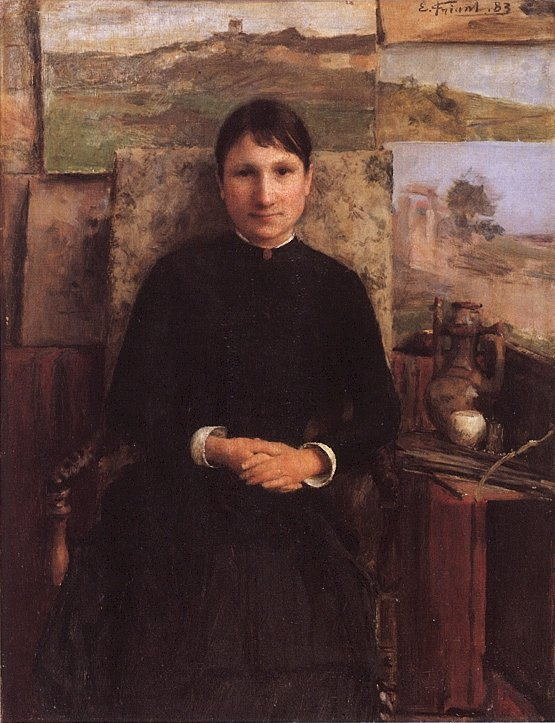
La moglie del pittore Ritratto di Edmond Marie Petitjean